# Bitterroot Mountains
Die Bitterroot Mountains sind ein Teil der größeren Bitterrootkette und liegen zwischen den US-Bundesstaaten Idaho und Montana. Der Gebirgszug reicht vom Lookout Pass 320 km nach Südosten bis zum Lost Trail Pass. Das Gebiet umfasst eine Fläche von 16.513 km²  und wird im Norden durch Lolo Creek, im Süden durch den Salmon River, im Westen durch die Flüsse Selway und Lochsa sowie im Osten durch das Bitterroot Valley begrenzt. Der höchste Berg ist der Trapper Peak mit 3096 m.